# Mavič proti Hrvaški
Marić proti Republiki Hrvaški  (št. 50132/12) je sodba, v kateri je Evropsko sodišče za človekove pravice odločilo, da je upepelitev mrtvorojenega otroka, skupaj s kliničnim odpadom in brez puščenih kakršnih koli sledi ter informacij o kraju pokopa, kršitev posameznikove pravice do spoštovanja njegovega zasebnega in družinskega življenja.
Stranke: Miodrag Marić (v nadaljevanju pobudnik) proti Republiki Hrvaški

## Dejstva
Pobudnikova žena je v 9. mesecu nosečnosti rodila mrtvorojenega otroka. Starša nista želela prevzeti posmrtne ostanke svojega otroka, zato je odgovornost prevzela bolnišnica, katera je odstranila truplo, skupaj z drugimi kliničnimi odpadki. Podjetje L, s katerim ima bolnišnica sklenjen dogovor, je telo skupaj s kliničnimi odpadki poslalo na upepelitev. Kmalu po tem sta pobudnik in žena začela poizvedovati kje je otrok pokopan, vendar nista dobila nikakršnih konkretnih informacij.

## Postopek
Tožba proti bolnišnici pred Občinskim svetom v Splitu je bila zavrnjena hkrati z zahtevano odškodnine. Podobno je bila tožba proti bolnišnici pred Župnijskim svetom v Splitu zavrnjena, kot tudi tožba na Vrhovnem sodišču Republike Hrvaške in Ustavnem sodišču Republike Hrvaške.  
Navajanja strank:
Pobudnik trdi, da je bolnišnica ravnala nepravilno, saj informacij o pokopu otroka ni bilo. Stranka se sklicuje na pravico o infomarciji pokopa, kljub temu, da sta starša prosila ustanovo za pokop. Po njegovem mnenju so mu domača sodišča preprečila, da bi dobil informacije o pokopu otroka, s tem pa so mu bile kršene pravice do spoštovanja njegovega družinskega življenja (8. člen Evropske konvencije o človekovih pravicah). Pravi še, da je deloval v dobri veri, da bo bolnišnica pokopala njegovega otroka, a je komaj pozneje izvedel, da je to storila na neprimeren način, z upepelitvijo.  
Odgovor države:
Vlada trdi, da ni bila kršena nobena pravica. Poudarila so, da pobudnik in žena nista hotela prevzeti odgovornosti za otrokov pokop, kljub zavedanju postopka v takšnih primerih. Pobudnik se je s tem odrekel pokopu in temu, da ve, kje je njegov otrok pokopan. Bolnišnica ni nikoli obljubila, da bo otroka pokopala na določen način. S tem se je stranka tako molče strinjal s tem, da bo bolnišnica poskrbela za otrokov pokop v ustaljenem postopku. Nobeno domače pravo ne obvezuje bolnišnice, da poskrbi za otrokov pokop na način, ki si ga predstavlja pobudnik. Vlada je odločila, da odločitve domačih sodišč niso bile nepoštene.

## Pravna terminologija
Pravno vprašanje: Ali upepelitev mrtvorojenega otroka skupaj s kliničnim odpadom krši pravico posameznika do spoštovanja njegovega zasebnega in družinskega življenja?
Pravni odgovor Evropskega sodišča za človekove pravice: Pravica je kršena. Razlogi: sodišče ne šteje, da je ustni dogovor med pobudnikom in bolnišnico pomenil, da se je pobudnik molče strinjal, da pokopajo njegovega otroka skupaj z drugim kliničnim odpadom in da o tem ne pustijo nobenih informacij. Zakon o pokopališčih predpisuje, da morajo pokopališča voditi register vseh pokopov, z navedbo kje je umrli pokopan. To ni bilo storjeno v tem primeru.
Izrek: Sodišče je odločilo, da je bila kršena pobudnikova pravica do spoštovanja njegovega družinskega in zasebnega življenja (8. člen Evropske konvencije).